# 남구 (대구광역시)
남구(南區)는 대구광역시의 자치구이다. 대명동이 면적의 90% 이상을 차지하며, 대명동은 대구광역시 소재 동들 중 행정동이 가장 많은 동이다. 이천동과 봉덕동 일대에 설치되어 있는 미군 기지 때문에 발전 속도가 더딘 편이다. 대명11동 관문시장 인근은 논공읍 금포리로 이전하기 전까지 달성군청 소재지였다.

## 역사
- 1963년 1월 1일 구제 실시로 대구시 남구를 설치하였다.(4법정동)
- 1965년 2월 1일 동 행정구역 개편 및 통폐합하였다.[3] (13행정동)

13행정동 - 남산1동, 남산2동, 남산3동, 대봉1동, 대봉2동, 대봉3동, 봉덕1동, 봉덕2동, 대명1동, 대명2동, 대명3동, 대명4동, 대명5동
- 1970년 7월 1일 봉덕2동이 봉덕3동으로, 대명4동이 대명6동으로, 대명3동이 대명7동으로, 대명2동이 대명8동으로 분동하였다.[4] (17행정동)
- 1975년 10월 1일 남산1동이 남산2동에 합동, 남산3동을 남산1동으로 개칭하였고, 대명1동을 대명9동, 대명10동으로 분동하였다. (18행정동)
- 1979년 1월 1일 대명1동이 대명11동으로 분동하였다.[5] (19행정동)
- 1980년 4월 1일 남산동 일원(남산1동, 남산2동), 대봉동 일부(대봉1동, 대봉3동), 대명동 일부(대명4동, 대명6동)를 중구에 편입하였고,[6] 남구 대봉동을 이천동으로 개칭[7], 남은 대봉3동을 이천1동으로 개편, 대봉2동을 이천2동으로, 대명11동을 대명4동으로, 대명10동을 대명6동으로 개칭하였다.[8] (14행정동 3법정동)
- 1980년 12월 1일 중구 남산동 693-7번지(남문시장네거리)에서 봉덕동 565-5번지로 구 청사를 이전하였다.
- 1981년 7월 1일 달성군 월배읍 일원을 편입하여, 대구직할시 남구 승격, 월배출장소 설치하였다.
- 1982년 9월 1일 월배1동, 월배2동, 송현동 설치하였다.
- 1983년 3월 15일 월배3동 설치하였다.
- 1985년 12월 1일 대명1동이 대명10동으로, 대명6동이 대명11동으로 분동하였다.
- 1987년 1월 1일 서구 본리동 일부(구마로 이남)를 남구에 편입하여 본동 신설하였다.[9]
- 1987년 6월 15일 송현동이 송현1동, 송현2동으로 분동하였다.
- 1988년 1월 1일 남구 일부와 서구 일부를 관할로 달서구가 설치되었고,[10] 월배출장소를 폐지하였다.
- 1988년 5월 1일 자치구로 승격하였다.[11]
- 1995년 1월 1일 대구광역시 남구로 개칭하였다.
- 1998년 7월 1일 이천1동, 이천2동이 이천동으로, 대명2동, 대명8동이 대명2·8동으로, 대명3동, 대명7동이 대명3·7동으로 합동하였다.[12]
- 2002년 1월 1일 대명3·7동이 대명3동으로 개칭하였다.[13]
- 2003년 4월 1일 대명2·8동이 대명2동으로 개칭하였다.[14]

## 지리
남구는 대구의 중앙에 위치하며, 동쪽으로는 신천을 경계로 한 수성구와 접경하고 있고, 남쪽으로는 앞산공원이 소재하고 수성구, 달서구, 달성군과 접경하며, 북쪽으로는 명덕로를 경계로 한 중구와 접경하고 있다. 남구 지역은 조령에서 발원하여 남경산을 양분, 북류하는 신천의 범람으로 형성된 충적 평야이며, 사력질 토양으로 투수성이 강하여 항상 건조한 지반을 유지하고 있다.

## 행정 구역
대구 남구의 행정 구역은 이천, 봉덕, 대명 3개의 큰 법정동을 13개의 행정동으로 나눠서 관리하는 체계이다. 대구 남구의 면적은 17.44 km2이며, 인구는 2015년 12월 31일 주민등록 기준으로 16만0852 명, 7만4949 가구이다.

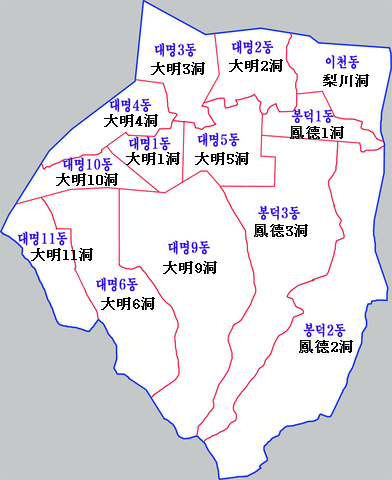

| 행정동   | 한자     | 면적 (km2) | 인구 (명) | 세대   |
| -------- | -------- | ---------- | --------- | ------ |
| 이천동   | 梨泉洞   | 1.09       | 13,652    | 6,094  |
| 봉덕1동  | 鳳德1洞  | 0.49       | 9,352     | 4,960  |
| 봉덕2동  | 鳳德2洞  | 3.07       | 10,849    | 4,655  |
| 봉덕3동  | 鳳德3洞  | 2.69       | 16,418    | 7,776  |
| 대명1동  | 大明1洞  | 0.45       | 11,830    | 5,562  |
| 대명2동  | 大明2洞  | 0.83       | 11,882    | 6,420  |
| 대명3동  | 大明3洞  | 0.94       | 12,863    | 6,674  |
| 대명4동  | 大明4洞  | 0.71       | 11,360    | 5,661  |
| 대명5동  | 大明5洞  | 0.92       | 8,173     | 4,327  |
| 대명6동  | 大明6洞  | 1.50       | 10,307    | 5,148  |
| 대명9동  | 大明9洞  | 3.38       | 15,713    | 7,723  |
| 대명10동 | 大明10洞 | 0.50       | 9,433     | 4,730  |
| 대명11동 | 大明11洞 | 0.87       | 8,669     | 4,404  |
| 남구     | 南區     | 17.44      | 150,501   | 74,143 |

## 인구
- 남구(에 해당하는 지역)의 연도별 인구 추이[17]

| 연도   | 총인구    |  | 비고                        |
| ------ | --------- |  | --------------------------- |
| 1966년 | 200,309명 |  |                             |
| 1970년 | 257,715명 |  |                             |
| 1972년 | 274,164명 |  |                             |
| 1974년 | 301,902명 |  |                             |
| 1976년 | 330,511명 |  |                             |
| 1978년 | 344,234명 |  |                             |
| 1980년 | 358,267명 |  | 일부지역 중구 이관          |
| 1982년 | 285,232명 |  | 달성군 월배읍이 남구로 편입 |
| 1984년 | 307,960명 |  |                             |
| 1986년 | 332,396명 |  |                             |
| 1988년 | 279,539명 |  | 월배동이 달서구로 분리      |
| 1990년 | 277,685명 |  |                             |
| 1992년 | 263,472명 |  |                             |
| 1994년 | 242,150명 |  |                             |
| 1996년 | 229,239명 |  |                             |
| 1998년 | 209,647명 |  |                             |
| 2000년 | 201,319명 |  |                             |
| 2002년 | 192,532명 |  |                             |
| 2004년 | 185,334명 |  |                             |
| 2006년 | 180,042명 |  |                             |
| 2008년 | 178,297명 |  |                             |
| 2010년 | 171,891명 |  |                             |
| 2012년 | 169,189명 |  |                             |
| 2013년 | 168,449명 |  |                             |
| 2014년 | 165,807명 |  |                             |
| 2015년 | 163,344명 |  |                             |
| 2016년 | 160,541명 |  |                             |
| 2017년 | 155,915명 |  |                             |
| 2018년 | 152,574명 |  |                             |
| 2019년 | 150,216명 |  |                             |
| 2020년 | 148,057명 |  |                             |
| 2021년 | 146,428명 |  |                             |
| 2022년 | 142,753명 |  |                             |

## 구청
- 현재 남구청은 대구광역시 남구 봉덕동에 위치하고 있다.

## 관광
- 이천동고미술거리
- 고산골 조각공원
- 대명공연문화거리
- 성당못정거장 광장
- 앞산네거리 쉼터
- 삼각지네거리 테마공원
- 앞산 고산골 공룡화석터
- 앞산 빨래터 공원

## 교육기관

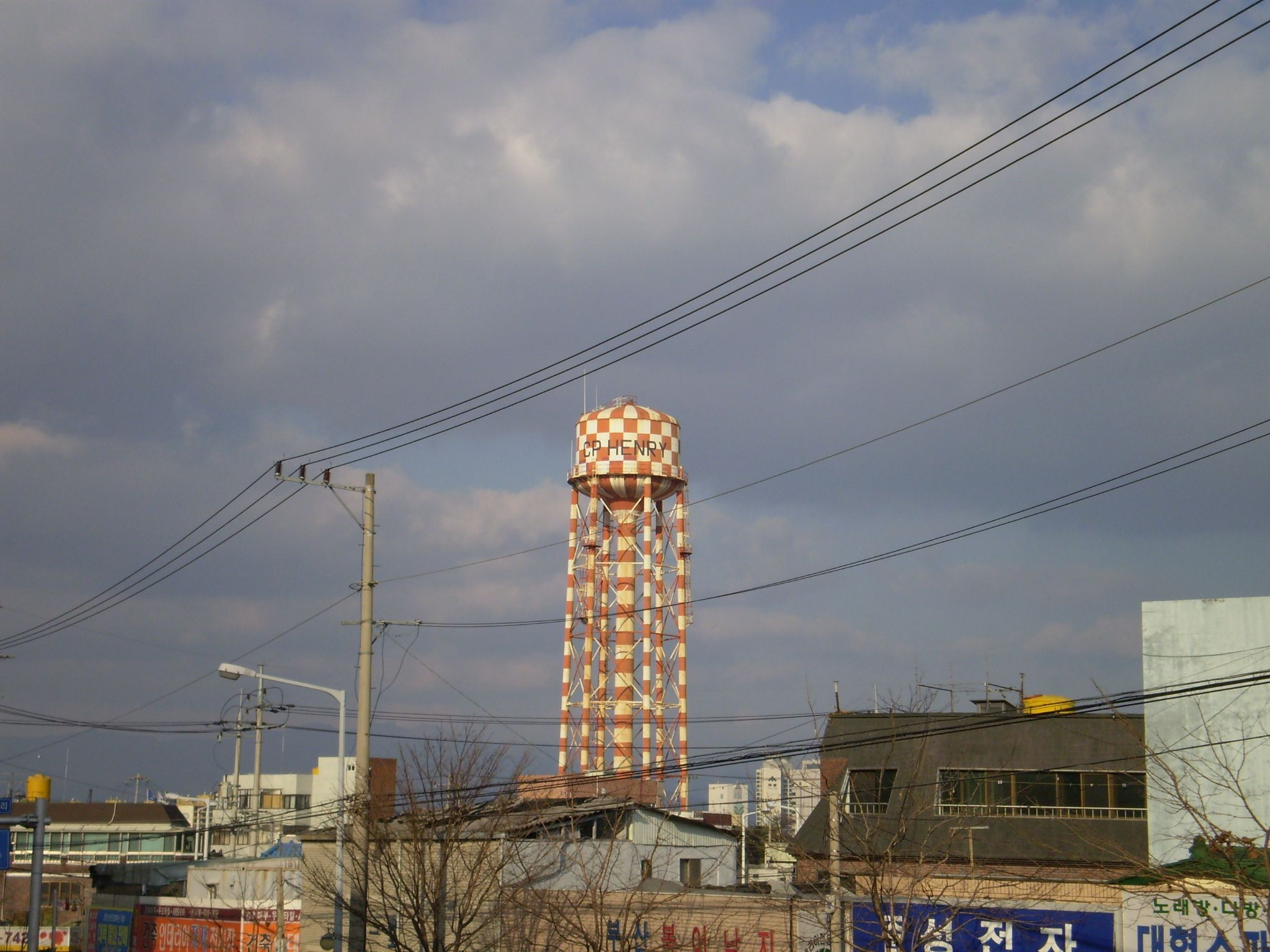
봉덕동 미군부대 캠프 헨리

- 국공립대학교

|  | - 대구교육대학교 |

- 사립전문대학

|  | - 영남이공대학교 |

- 고등학교

|  | - 경북여자상업고등학교 - 경북예술고등학교 - 경상공업고등학교 - 경일여자고등학교 | - 대구고등학교 - 대구여자상업고등학교 - 협성고등학교 |

- 특수학교

|  | - 대구광명학교 - 대구영화학교 | - 대구보건학교 - 대구보명학교 | - 대구덕희학교 |

## 교통
- 대구 도시철도 1호선
  - 서부정류장역 〓 대명역 〓 안지랑역 〓 현충로역 〓 영대병원역 〓 교대역
- 대구 도시철도 3호선
  - 명덕역 〓 건들바위역 〓 대봉교역

## 주요 기관
- 남대구우체국
- 남부경찰서
- 남대구세무서
- 달성교육청
- 남부교육청
- 남부경찰서

## 자매 도시
| 지역 & 국가 | 도시           | 도시   |
| ----------- | -------------- | ------ |
| 대한민국    | 강원특별자치도 | 평창군 |
| 대한민국    | 경기도         | 의왕시 |
| 대한민국    | 경상남도       | 고성군 |
| 대한민국    | 대구광역시     | 군위군 |
| 대한민국    | 광주광역시     | 남구   |
| 대한민국    | 광주광역시     | 북구   |
| 대한민국    | 대전광역시     | 유성구 |
| 대한민국    | 울산광역시     | 북구   |
| 대한민국    | 인천광역시     | 부평구 |
| 대한민국    | 전라남도       | 완도군 |
| 대한민국    | 전북특별자치도 | 진안군 |
| 대한민국    | 전북특별자치도 | 무주군 |
| 대한민국    | 충청남도       | 금산군 |
| 대한민국    | 충청북도       | 충주시 |